# PLMN
PLMN (Public land mobile network) — зона обслуживания мобильной сети. В русскоязычной терминологии есть аналогичный термин ССОП (Сеть сотовой связи общего пользования). Представляет собой совокупность всех сот одного оператора сотовой сети связи. Таким образом, одновременно в одной стране может быть несколько PLMN в зависимости от числа операторов сотовой сети связи. Причём если один и тот же оператор осуществляет свою деятельность в нескольких странах, то это будут разные PLMN.

##### PLMN по отношению к другим областям местоположения в сетисотовой связи
Один абонент принадлежит только одной домашней PLMN — HPLMN (Home PLMN). Если абонент находится в роуминге (не внутрисетевом), то это уже будет гостевая PLMN — VPLMN (Visited PLMN).